# Kurzflügelige Beißschrecke

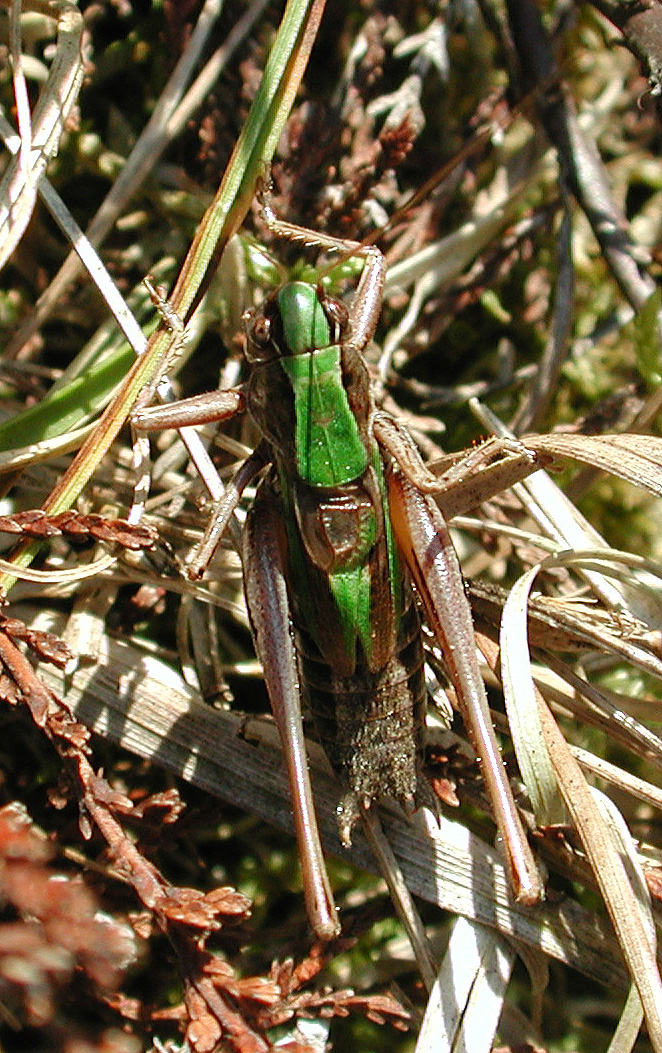
Männchen

Die Kurzflügelige Beißschrecke (Metrioptera brachyptera) ist eine Langfühlerschrecke aus der Überfamilie der Laubheuschrecken (Tettigonioidea).

## Merkmale
Die Tiere erreichen eine Körperlänge von 12 bis 18 Millimetern. Sie haben eine dunkelbraune, nicht selten auch schwarze Körpergrundfarbe. Die Oberseite des Kopfes, des Halsschildes und Teile der Flügel sind meist grün gefärbt. Die Seiten des Halsschildes sind hinten fein aufgehellt. Die Flügel sind verkürzt, selten gibt es aber auch Exemplare, die voll entwickelte Flügel aufweisen. Die Legeröhre (Ovipositor) des Weibchens ist 8 bis 10 Millimeter lang und etwas nach oben gekrümmt, die Cerci der Männchen haben etwas vor der Mitte Zähnchen.

## Vorkommen
Kurzflügelige Beißschrecken kommen in Europa nördlich bis Lappland vor. Sie fehlen auf der Iberischen Halbinsel. Die Tiere besiedeln bevorzugt feuchte Wiesen, man findet sie gelegentlich aber auch in trockenen, langgrasigen Gebieten.

## Stridulationsorgan

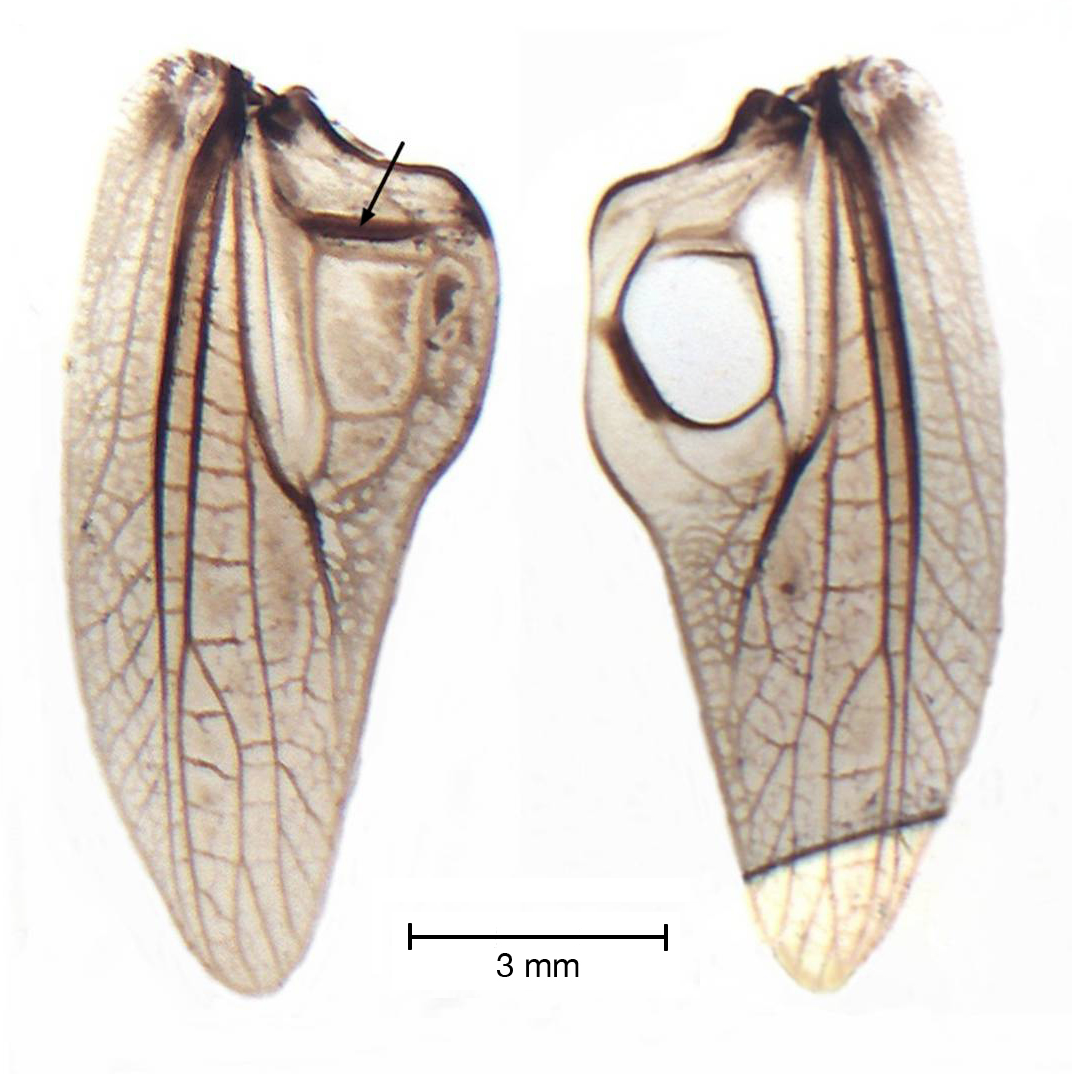
Linker und rechter Vorderflügel eines erwachsenen Männchens. Der Pfeil weist auf die aktive Schrillleiste hin

Die untersuchten Heuschrecken (30 Männchen, 10 Weibchen) stammen aus der Garchinger Heide nördlich von München. Die Mittelwerte für die Längen der Vorder- und Hinterflügel der Männchen betragen 8,52 Millimeter beziehungsweise 4,62 Millimeter. Bei den Weibchen sind die Vorderflügel im Mittel 7,83 Millimeter, die Hinterflügel 4,75 Millimeter lang. Der Mittelwert für die Schrillleiste des linken Flügels liegt bei 1,67 Millimeter und ist durchschnittlich mit 90,17 Schrillzähnen besetzt. Der Mittelwert für die zurückgebildete Schrillleiste des rechten Flügels beträgt nur 1,13 Millimeter und ist im Mittel mit lediglich 52,10 Schrillzähnen besetzt. Auf dem rechten Flügel ist der Spiegel gut entwickelt. Seine dünne, unpigmentierte Membran ist in einen Chitinrahmen eingespannt, dessen Innenrand verstärkt ist (Bild).

## Gesang
Die Männchen kombinieren drei akustische Elemente zu einem kurzen „zrit“-Laut, den sie in gleichmäßiger Folge über einen längeren Zeitraum äußern. Der Gesang ist über eine Distanz von etwa zwei Metern zu hören.

## Belege